# 资讯娱乐
资讯娱乐又称为软新闻是一种新闻媒体广播节目，是带娱乐成分的时事新闻，或是以新闻方式广播的娱乐节目。有批评觀點認為資訊娛樂偏向貶義。

## 概念
资讯娱乐是资讯与娱乐的混成词；参与资讯娱乐的工作者则是“infotainers”或“media personalities”。一般而言，资讯娱乐指新聞节目编排一些片段，包括“硬新闻”、采访、访问名人与带戏剧成分的故事。
资讯娱乐节目通常报导一件大事、一件引人注目的事或是一种潮流，代表着时代精神。很多这类节目宣扬的讯息，包括保健之道、园艺技巧、新综艺节目、旅游、购物、出航或品尝美酒，这些话题往往並非时事新闻，而是吸引观众认识一些新资讯。有些这类的节目则报导一些正在发生，但发展缓慢的事，例如一种音乐类型如何变兴盛、某国家的政见转变、青少年对性的看法、对选举候选人的品评、怀念某地方的历史等；同时，也有一些针对时事的专题报导，揭示社会动态。

## 批评
传媒公司将资讯与娱乐结合，是利益冲突的表现—把焦点放在市场价值，而非新闻学，对于坚持传媒职业道德的人来说，资讯娱乐可能是一个贬义词。新闻工作者、记者与报道员本身是观众焦点所在，而名人、明星的新闻故事是为迎合观众口味而设计；因此，一般而言新闻主播是媒体名人或新闻界明星。广播公司往往靠这些受欢迎的报道员去宣传最新发展项目—除了利用广告之外，还包括早晨节目、电视新闻杂志等自我宣传的故事。
有批评指，在此類訊息產製過程中，新聞工作者只是新闻传播的配角，反而将媒體機構的信用与社會監督、问责性本末倒置，只以争取利益为重，忽略传播讯息的真正意义，引致新闻界的报道标准逐漸低落。

## 外部鏈結
- 电视新闻软化日趋 软新闻难成媒介主流